# Леова
Лео́ва (рум. Leova, Леово) — місто в Молдові, центр Леовського району. Розташоване на лівому березі річки Прут за 22 км на північний захід від залізничної станції Яргара.

## Герб
Дата прийняття: 1934 рік.
Опис: У червоному щиті срібний зубчастий пояс, за яким стоїть лев. Щит увінчаний срібною міською короною з 3 вежами

## Історія
Відповідно до перепису населення від 29 грудня 1930 року приблизно дві третини населення становили румуни/молдовани, 35,5 % (або 2324 чол.) — євреї.
У часи МРСР у Леові працювали ефіроолійний, маслосироробний і виноробний заводи. В 1972 році місто нараховувало 9,2 тис. жителів, а в 1991 році — 12,2 тисяч чоловік.

## Відомі люди
- Мотл Сакцієр, поет (їдиш)
- Янкев (Яків Ілліч) Фіхман, поет, дитячий письменник (іврит і їдиш)
- Реб Беріш Леовер (Фрідман), рабин
- Ідл (Ієгуда) Штейнберг, прозаїк (іврит і їдиш)
- Ідл Янкелевич, бельгійський і французький скульптор